# Ophiolepididae
De Ophiolepididae zijn een familie van slangsterren uit de orde Ophiurida.

## Geslachten
- Actinozonella Stöhr, 2011
- Aganaster Miller & Gurley, 1891 †
- Anophiura H.L. Clark, 1939
- Aplocoma d'Orbigny, 1852 †
- Archaeophiomusium Hattin, 1967 †
- Arenorbis Hess, 1970 †
- Aspidophiura Matsumoto, 1915
- Enakomusium Thuy, 2015 †
- Eozonella Thuy, Marty & Comment, 2013 †
- Geocoma d'Orbigny, 1850 †
- Mesophiomusium Kutscher & Jagt, 2000 †
- Ophioceres Koehler, 1922
- Ophiocypris Koehler, 1930
- Ophiolepis Müller & Troschel, 1840
- Ophiolipus Lyman, 1878
- Ophiomaria A.H. Clark, 1916
- Ophiomidas Koehler, 1904
- Ophiomusium Lyman, 1869
- Ophiopetra Enay & Hess, 1962 †
- Ophioplocus Lyman, 1862
- Ophiosphalma H.L. Clark, 1941
- Ophioteichus H.L. Clark, 1938
- Ophiothyreus Ljungman, 1872
- Ophiotrochus Lyman, 1878
- Ophiozonella Matsumoto, 1915
- Ophiozonoida H.L. Clark, 1915
- Stephanoura Ubaghs, 1941 †